# Retablo en honor a Santa Ana

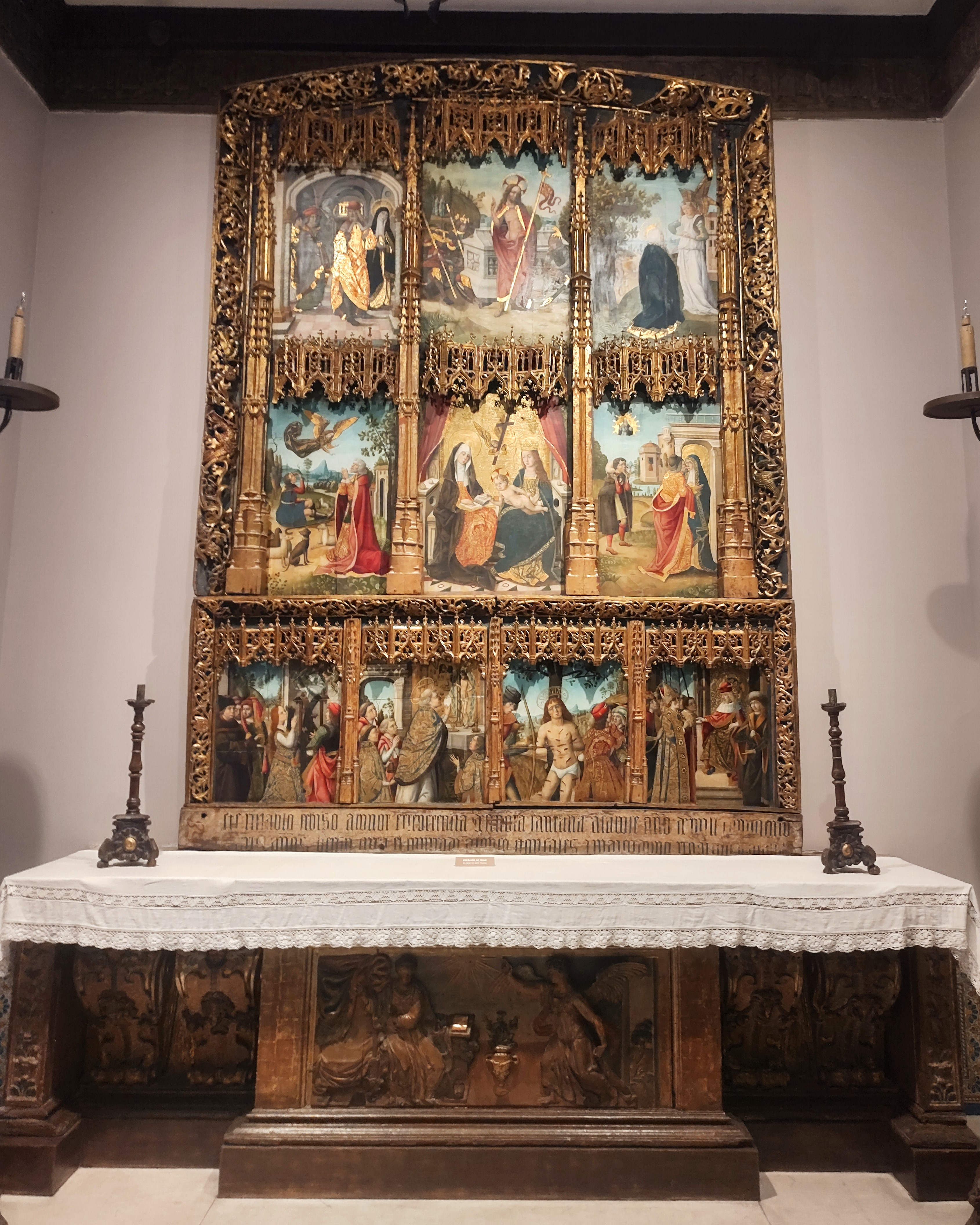
Retablo de Sinovas dedicado a la vida de santa Ana

El retablo en honor a Santa Ana es una obra pictórica (temple sobre tabla) que fue concebida para la iglesia parroquial de San Nicolás de Bari de Sinovas, en la provincia de Burgos (España). Su autor es el anónimo maestro de Sinovas (muy cercano al maestro de Osma) y versa sobre la vida de Santa Ana, madre de la Virgen María. Bajo su predela hay una inscripción en caracteres góticos que determina su fecha de ejecución en 1503. Se conserva desde 1962 en el Museo de Arte Español Enrique Larreta de Buenos Aires (Argentina).

## Historia
A comienzos del siglo XVI se hizo el encargo de este retablo con destino a la iglesia de San Nicolás de Bari (un templo con un rico legado artístico) del lugar de Sinovas, que por entonces era un barrio o arrabal de Aranda de Duero, de la diócesis de Osma. El encargo se hizo a un buen artista, activo por la zona. Siempre se le consideró como uno de los mayores tesoros de la iglesia.
Desaparición y venta
La historia de la venta y trasiego de este retablo se debe a un contexto especial marcado por unas actividades comerciales internacionales de antigüedades junto con un desinterés social y un desconocimiento de la riqueza artística susceptible de protección.
El 19 de marzo de 1913 el párroco de la iglesia vendió el retablo sin autorización del obispado, por la cantidad de 10 000 pts.; se dijo que «para reparar y acondicionar el templo». La venta se hizo a Joaquín Cobrejo Moreno. A continuación hubo denuncia y sentencia y el fiscal declaró el hecho como delito de estafa pero finalmente se retiró la acusación y el párroco fue absuelto. Después surgieron iniciativas con el propósito de recuperarlo pero el retablo ya había iniciado su andadura y estaba en poder de unos anticuarios que lo enviaron a Francia para venderlo a Emilio Pares. Poco tiempo después y por mediación de un anticuario de París, Georges Demotte, lo adquirió el argentino Enrique Larreta que lo llevó a su casa de su ciudad natal de Buenos Aires, instalándolo en el oratorio de su hogar. Fue allí, en 1916 donde el historiador Elías Tormo tuvo ocasión de llevar a cabo un exhaustivo estudio. Larreta murió en 1961 y sus herederos depositaron el retablo en el Museo de Arte Español donde hoy se conserva; se le considera como pieza muy apreciada siendo el retablo más antiguo de toda Argentina. 

## Descripción
Sus medidas son 3,39x2,53; es temple sobre madera con aderezos dorados y tallados.  El primitivo retablo tuvo unas puertas a manera de tríptico que corrieron peor suerte pues se hallan en paradero desconocido y solo se conserva una mediocre fotografía tomada en la propia iglesia antes de que comenzaran todos los avatares de la venta y desaparición. Está formado por un sotobanco, banco o predela, tres calles y dos cuerpos.
El sotobanco está compuesto por una inscripción en caracteres góticos que dice:

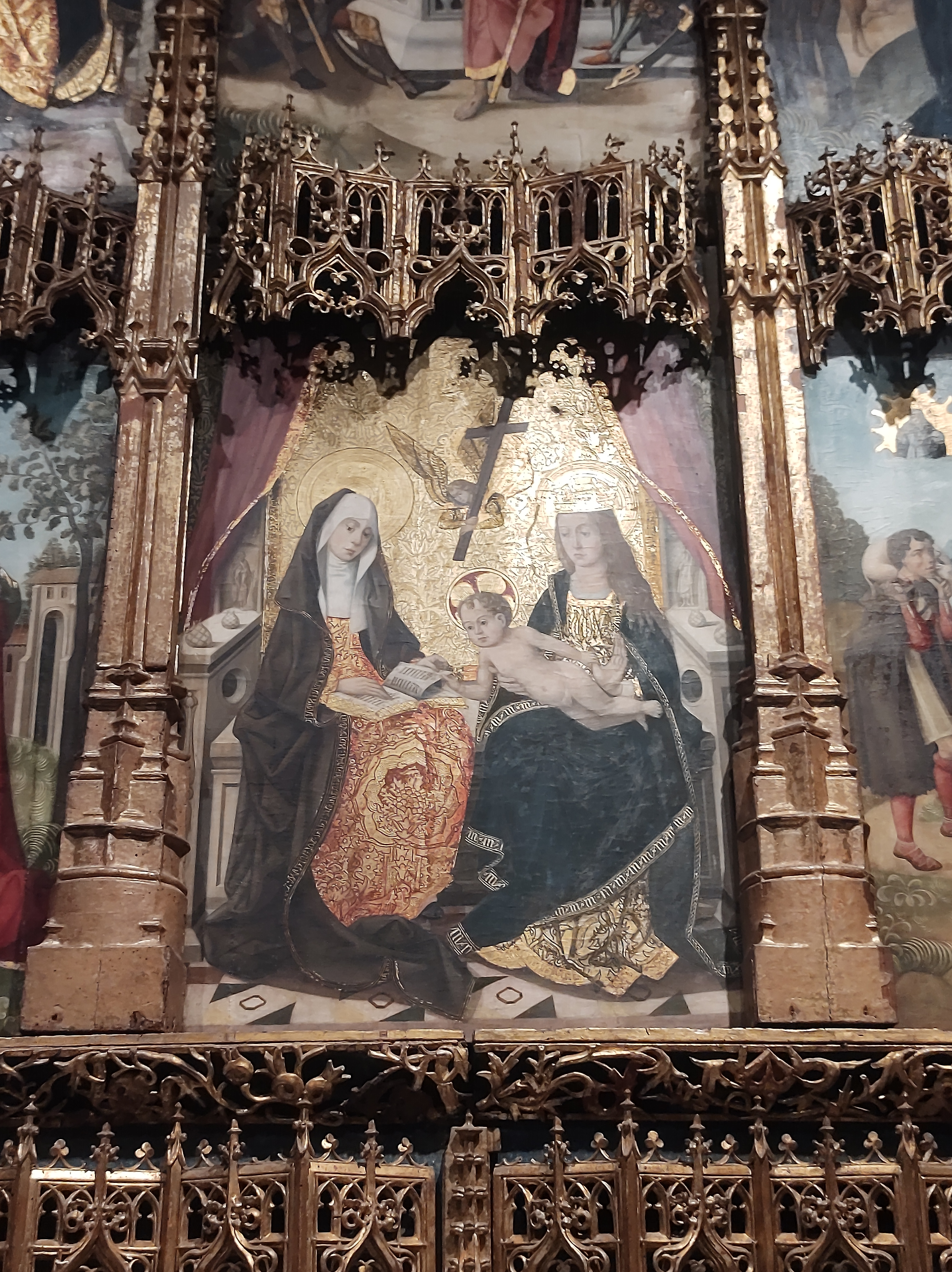
Escena de Santa Ana Triple

ESTE RETABLO SE HISO A HONOR E REVERENCIA DE SEÑORA SANTANA ACABOSE AÑO DE MILL I QUINIENTOS I TRES SIENDO CURA EL HONRRADO ALONSO GONÇALES Y MAYORDOMO RODRIGO DE ARANDILLA
Autor

La mazonería del retablo tiene elementos decorativos propios del gótico isabelino con doseletes, columnillas góticas, guardapolvo y mucha decoración vegetal. Hay algunos elementos de transición como los fondos dorados que son característicos del gótico internacional y también influencia flamenca como es el darle gran importancia al paisaje: se ven montañas, lagos e incluso una pequeña embarcación. Las nuevas técnicas de perspectiva se solucionan con el ajedrezado en dos de las tablas.  Se aprecia la inclusión de edificios.
El banco (o predela) está compuesto por cuatro cuadros con personajes protagonistas de diversas escenas que representan momentos de la vida de cada uno. De izquierda a derecha el espectador puede ver: Santa Catalina con su atributo del martirio que es la rueda; Misa de San Gregorio; San Sebastián sufriendo las flechas del martirio; y finalmente unos personajes que no han sido identificados.
 
El retablo propiamente dicho está formado por tres calles y dos cuerpos. En la calle de la izquierda del espectador, arriba, se representa la escena de la expulsión del templo del matrimonio Joaquín y Ana; debajo, un ángel anuncia a Joaquín que su esposa Ana está encinta. En la calle central, arriba, el Resucitado; debajo en lugar principal, Santa Ana con su libro de oraciones, la Virgen coronada y el Niño, tema que se conoce como santa Ana Triple. En la calle de la derecha, arriba, un ángel anuncia a Ana que va a ser madre; abajo escena del encuentro ante la Puerta Dorada